# Catherine Glynne
Catherine Glynne (Castello di Hawarden, 6 gennaio 1812 – Castello di Hawarden, 14 giugno 1900) è stata una nobildonna gallese.

## Biografia
Era la figlia di Sir Stephen Glynne, VIII Baronetto, e di sua moglie, Mary Griffin. Suo padre morì quando Catherine aveva solo 3 anni. Era molto unita alla sorella ed erano famose per la loro bellezza. Suo fratello Stephen succedette al baronetto nel 1815. Alla sua morte nel 1874, il baronetto Glynne si estinse e le tenute passarono a Catherine.

## Matrimonio
Attraverso suo fratello, Catherine conobbe il suo futuro marito, William Gladstone nel 1834 presso la casa di James Milnes Gaskell.
Si sposarono il 25 luglio 1839 e vissero al Castello di Hawarden. Ebbero otto figli:
- William Henry (3 giugno 1840-4 luglio 1891), sposò Gertrude Stuart, ebbero tre figli;
- Agnes (18 ottobre 1842-9 maggio 1931), sposò il reverendo Edward C. Wickham, ebbero tre figli;
- reverendo Stephen Edward (4 aprile 1844-23 aprile 1920), sposò Annie Crosthwaite Wilson, ebbero quattro figli;
- Catherine Jessy (27 luglio 1845-9 aprile 1850);
- Mary (23 novembre 1847-1º gennaio 1927), sposò il reverendo Harry Drew, ebbero due figlie;
- Helen (28 agosto 1849-19 agosto 1925);
- Henry Neville Gladstone, I barone di Hawarden (2 aprile 1852-28 aprile 1935), sposò Maud Ernestine Rendel, non ebbero figli;
- Herbert John Gladstone, I visconte Gladstone (7 gennaio 1854-6 marzo 1930), sposò Dorothy Mary Paget, non ebbero figli.

A differenza di suo marito, era una persona notoriamente disordinata, abitualmente lasciando le sue lettere sparse sul pavimento nella speranza che qualcuno le avrebbe poi raccolte e pubblicate. Le sue cassettiere erano disordinate e indossava raramente abiti con motivi di fantasia. "Che noia saresti stato", la prendeva in giro il marito, "se avessi sposato qualcuno così ordinato come te".

## Morte
Morì il 14 giugno 1900 al Castello di Hawarden. Fu sepolta accanto al marito nell'Abbazia di Westminster.

## Ascendenza
|                                       |                                  |                       | Genitori                            |  |  | Nonni |  |  | Bisnonni                      |  |  | Trisnonni                         |  |
|                                       |                                  |                       |                                     |  |  |       |  |  | sir John Glynne, VI baronetto |  |  | sir Stephen Glynne, III baronetto |  |
|                                       |                                  |                       |                                     |  |  |       |  |  | sir John Glynne, VI baronetto |  |  | sir Stephen Glynne, III baronetto |  |
|                                       |                                  | Sophia Evelyn         |                                     |  |  |       |  |  | sir John Glynne, VI baronetto |  |  |                                   |  |
| sir Stephen Glynne, VII baronetto     |                                  |                       |                                     |  |  |       |  |  | sir John Glynne, VI baronetto |  |  |                                   |  |
|                                       |                                  | Honora Conway         | Henry Conway                        |  |  |       |  |  |                               |  |  |                                   |  |
|                                       |                                  | Honora Conway         | Henry Conway                        |  |  |       |  |  |                               |  |  |                                   |  |
|                                       |                                  | Honora Conway         | Honora Ravenscroft                  |  |  |       |  |  |                               |  |  |                                   |  |
| sir Stephen Glynne, VIII baronetto    |                                  | Honora Conway         |                                     |  |  |       |  |  |                               |  |  |                                   |  |
|                                       |                                  | Richard Bennett       | …                                   |  |  |       |  |  |                               |  |  |                                   |  |
|                                       |                                  | Richard Bennett       | …                                   |  |  |       |  |  |                               |  |  |                                   |  |
|                                       |                                  | Richard Bennett       | …                                   |  |  |       |  |  |                               |  |  |                                   |  |
| Mary Bennett                          |                                  | Richard Bennett       |                                     |  |  |       |  |  |                               |  |  |                                   |  |
|                                       |                                  | …                     | …                                   |  |  |       |  |  |                               |  |  |                                   |  |
|                                       |                                  | …                     | …                                   |  |  |       |  |  |                               |  |  |                                   |  |
|                                       |                                  | …                     | …                                   |  |  |       |  |  |                               |  |  |                                   |  |
| Catherine Glynne                      |                                  | …                     |                                     |  |  |       |  |  |                               |  |  |                                   |  |
|                                       | Richard Neville Aldworth Neville | Richard Aldworth      |                                     |  |  |       |  |  |                               |  |  |                                   |  |
|                                       | Richard Neville Aldworth Neville | Richard Aldworth      |                                     |  |  |       |  |  |                               |  |  |                                   |  |
|                                       | Richard Neville Aldworth Neville | Catherine Neville     |                                     |  |  |       |  |  |                               |  |  |                                   |  |
| Richard Griffin, II barone Braybrooke | Richard Neville Aldworth Neville |                       |                                     |  |  |       |  |  |                               |  |  |                                   |  |
|                                       |                                  | Magdalen Calendrini   | Francis Calendrini                  |  |  |       |  |  |                               |  |  |                                   |  |
|                                       |                                  | Magdalen Calendrini   | Francis Calendrini                  |  |  |       |  |  |                               |  |  |                                   |  |
|                                       |                                  | Magdalen Calendrini   | …                                   |  |  |       |  |  |                               |  |  |                                   |  |
| Mary Griffin                          |                                  | Magdalen Calendrini   |                                     |  |  |       |  |  |                               |  |  |                                   |  |
|                                       |                                  | lord George Grenville | sir Richard Grenville               |  |  |       |  |  |                               |  |  |                                   |  |
|                                       |                                  | lord George Grenville | sir Richard Grenville               |  |  |       |  |  |                               |  |  |                                   |  |
|                                       |                                  | lord George Grenville | Hester Grenville, I contessa Temple |  |  |       |  |  |                               |  |  |                                   |  |
| Catherine Grenville                   |                                  | lord George Grenville |                                     |  |  |       |  |  |                               |  |  |                                   |  |
|                                       |                                  | Elizabeth Wyndham     | sir William Wyndham, III baronetto  |  |  |       |  |  |                               |  |  |                                   |  |
|                                       |                                  | Elizabeth Wyndham     | sir William Wyndham, III baronetto  |  |  |       |  |  |                               |  |  |                                   |  |
|                                       |                                  | Elizabeth Wyndham     | lady Catherine Seymour              |  |  |       |  |  |                               |  |  |                                   |  |
|                                       |                                  | Elizabeth Wyndham     |                                     |  |  |       |  |  |                               |  |  |                                   |  |